# Веселе седамдесете
Веселе седамдесете (енгл. That '70s Show) америчка је телевизијска серија ТВ станице Fox Broadcasting Company, чија је тема живот групе тинејџера у измишљеном месту Поинт Плејс у Висконсину, током касних седамдесетих. Серија је премијерно приказивана на Фокс нетворку од 23. августа 1998. до 18. маја 2006.

## О серији
Први радни наслов за ову серију је био Teenage Wasteland, пре него што је промењен у That '70s Show. Друга имена која су била разматрана су била: The Kids Are Alright, Feelin' All Right и Reeling in the Years. Веселе седамдесете су једна од најдужих серија емитованих без престанка на Фоксу.
Серија прати живот Ерика Формена (Тофер Грејс) и његових пет пријатеља: Дону Пинциоти (Лора Припон), његову девојку и комшиницу; Стивена Хајда (Дени Мастерсон), бунтовног рокера; Мајкла Келсоа (Ештон Кучер), приглупог нарцисоидног женскароша; Џеки Беркхарт (Мила Кунис), средњошколску навијачицу преокупирану богатством и статусом и Феза (Вилмер Валдерама), будаластог момка страног порекла чија су домовина и право име непознати свима осим њему и чији хормони су ван контроле. Ерик вози караван Виста Крузер из 1969, који му је отац поклонио у првој епизоди.
Остали главни ликови су Ред Форман (Кертвуд Смит), Ериков отац-тиранин и ратни ветеран који је опседнут да од њега направи: ”човека, што он није... ”; његова претерано заштитинички настројена мајка Кити (Дебра Џо Рап), која се налази у сталној журби покушавајући да буде добра мајка и домаћица, док ради као медицинска сестра у локалној болници; Лори Форман (Лиса Робин Кели, од 1998-2001 и 2002-2003 и Кристина Мур 2004-2005), промискуитетна старија сестра која не може да учини ништа лоше у очима свог оца. Серија такође прати и везу Боба и Миџ Пинциоти (Дон Старк, Тања Робертс), Дониних родитеља, који су под утицајем покрета из седамдесетих, што понекад доводи до свађа у њиховој породици. Томи Чонг глуми Леа, власника фотографске радње и бившег хипика.
Серија је добила статус ретроспективе ка деценији пуној политичких догађаја и технолошких проналазака који су обликовали данашњи свет. Веселе седамдесете се вешто дотичу значајних друштвених феномена Америке седамдесетих година: феминизам, нова схватања сексуалности, економских потешкоћа рецесије, растућем неповерењу према америчкој влади међу радницима, употреби дроге и развојем забавне технологије као што су даљински управљач или Понг.
Својствени елементи које укључују Веселе седамдесете су надреалне сцене маштања које илуструју разна замишљања ликова и сцена вртења за 360 степени, позната као Круг. Круг се обично користио да илуструје употребу марихуане у Ериковом подруму. Како они разговарају о тренутној ситуацији, камера се помера по кругу према ономе који прича.
Веселе седамдесете је прерађена од стране британске станице ИТВ као Days Like These користећи скоро дословце исти сценарио уз мање промене због културних разлика. Серија није успела да привуче публику и уклоњена је са програма после 10 емитованих епизода од 13 колико их је снимљено. Последње три епизоде су касније приказане током репризирања серије.
Након неуспеха обраде, ривалска кућа Канал 5 је почела са емитовањем оригиналне серије у ударном термину пре него што ју је померила у 11 сати увече.

## Хронологија
Иако се серија приказивала више од седам сезона, време у серији је приметно успорено. Када је почела са емитовањем 1998. године, била је смештена у мај 1976. године и за протеклих седам сезона је прошло само три године. Веселе седамдесете су биле смештене у 1977. од средине прве сезоне до краја треће, а онда у 1978. до шесте сезоне. Хајд је прославио осамнаести рођендан 1978. иако је у дијалозима било речено да је био старији од Ерика, који је напунио 17 у другој епизоди (што је било у 1976) Ерик је такође напунио 18 у 1978, две године након свог 17. рођендана. Ово, заједно са чињеницом да је за сваку празничну сезону једном годишње емитована специјална епизода, значи да је серија изгубила у времену (M*A*S*H, који се емитовао 11 година упркос томе што је Корејски рат трајао само три године, је такође користио ову формулу). Последња епизода серије је смештена у задњи дан 1970-их, 31. децембар 1979.

## Промене у осмој сезони
При прављењу најавне шпице за ову сезону се одустало од слике у којој глумци возе аутомобил у корист оне у којој се глумци, чија се њихова имена представљају, врте у круг.
Лик Ерика Формана је избачен из серије на крају седме сезоне, јер је глумац Тофер Грејс прихватио да учествује у другим пројектима ван Веселих седамдесетих. Лик Мајкла Келсоа је избачен из истих разлога у четвртој епизоди осме сезоне. Нови лик по имену Ренди Пирсон је представљен да попуни празнину. Осма сезона је такође последња сезона серије. Ештон Кучер се враћа у четири епизоде и финале осме епизоде, док ће се Тофер Грејс вратити за финале серије.
У осмој сезони је направљено неколико мањих промена над ликовима Реда Формана и Леа. Показало се да је Лео, времешни хипи, чије је пуо име Ленард, био возач камиона у Другом светком рату, који је одликован медаљом која је  ”изгледала као пурпурно срце”. Ред, такође ветеран (из Другог светског и Корејског рата), који у прошлости није могао да поднесе Леа, развија поштовање према њему. Заједно, обојица немају поштовања за Бобову службу у Националној гарди.

## Музика из серије
Веселе седамдесете су обично почињале песмом На улици ("In the Street"), коју су написали Алекс Чилтон и Крис Бел из групе Биг Стар.
У првој сезони, песму је изводио Тод Грифин. 
Стихови:

-{Hanging out, down the street

The same old thing, we did last week
 
Not a thing to do, but talk to you
 
Whoa yeah!}- 

Почев од друге сезоне, песму је изводила група Чип Трик.
Стихови:

-{Hanging out, down the street

The same old thing, we did last week
Not a thing to do, but talk to you
We're all alright! We're all alright!}-

Последњи ред је инспирисан хором у песми Предаја (Surrender) групе Чип Трик.
Дени Мастерсон, који глуми Стивена Хајда, узвикне:
”Здраво, Висконсине!” на крају уводне песме у првој сезони. У свим осталим сезонама, реченицу узвикне Робин Зендер, певач групе Чип трик.

## Специјални гости
| - Мод Адамс - Пол Енка - Рејчел Билсон - Дени Бонадус - Тимоти Ботомс - Барбара Карера - Ден Кастеланета - Чаро - Ерика Кристенсен - Алис Купер - Роџер Далтри - Елајза Душку - Шенон Елизабет - Боб Јубанкс - Џејми Фар - Нил Флин - Џим Гафиган - Глорија Гејнор - Бобкет Голдвајт - Џозеф Гордон-Луит - Сет Грин - Монти Хал - Алисон Ханиган | - Џеф Харди - Мет Харди - Валери Харпер - Мелиса Џоан Харт - Роберт Хејс - Хауард Хесман - Мич Хедберг - Ширли Џонс - Том Кени - Кис - Ричард Клајн - Вејн Најт - Дон Нотс - Линдзи Лохан - Памела Сју Мартин - Кристофер Мастерсон - Кевин Макдоналд - Гавин Маклауд - Мери Тајлер Мур - Тед Наџент - Џек Озборн - Доли Партон | - Ешли Пелдон - Кортни Пелдон - Мич Пилеџи - Ив Плам - Том Постон - Тим Рид - Мерион Рос - Кејти Сагал - Кен Шамрок - Брук Шилдс - Џесика Симпсон - Рајан Стар - Френч Стјуарт - Дик ван Патен - Естела Ворен - Кристина Вејборн - Бети Вајт - Били Ди Вилијамс - Фред Вилард - Брус Вилис - Лук Вилсон |

## Продуцентска екипа
- Марк Бразил – аутор/извршни директор
- Бони Тарнер – аутор/извршни директор
- Тери Тарнер – аутор/извршни директор
- Мерси Карси– извршни директор
- Џеки Филго – извршни директор
- Џеф Филго – извршни директор
- Карин Мандабак – извршни директор
- Том Вернер – извршни директор